# Helliar Holm
Helliar Holm è un'isola disabitata al largo della costa di Shapinsay, nell'arcipelago delle Orcadi, in Scozia. Sull'isola è presente un faro, costruito nel 1893 ed automatizzato nel 1967. Si tratta di un'isola tidale, che era in passato collegata a Shapinsay; oggi è ancora possibile camminare tra le due isole durante le maree molto basse.
L'isola presenta anche le rovine di un broch, un cairn e una cappella.
Nella Saga degli uomini delle Orcadi ci si riferisce ad essa coi nomi di "Hellisey" ed "Eller Holm", mentre Giovanni di Fordun la chiama "Helene-holm".

## Collegamenti esterni

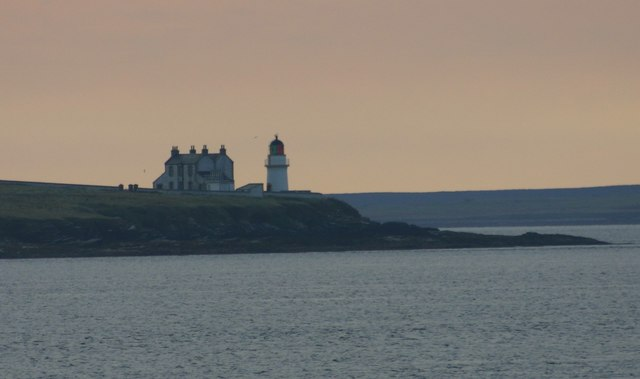
Il faro di Helliar Holm.

Il faro di Saeva Ness sul versante meridionale di Helliar Holm